# Section professionnelle des huissiers de justice de la Chambre nationale des commissaires de justice

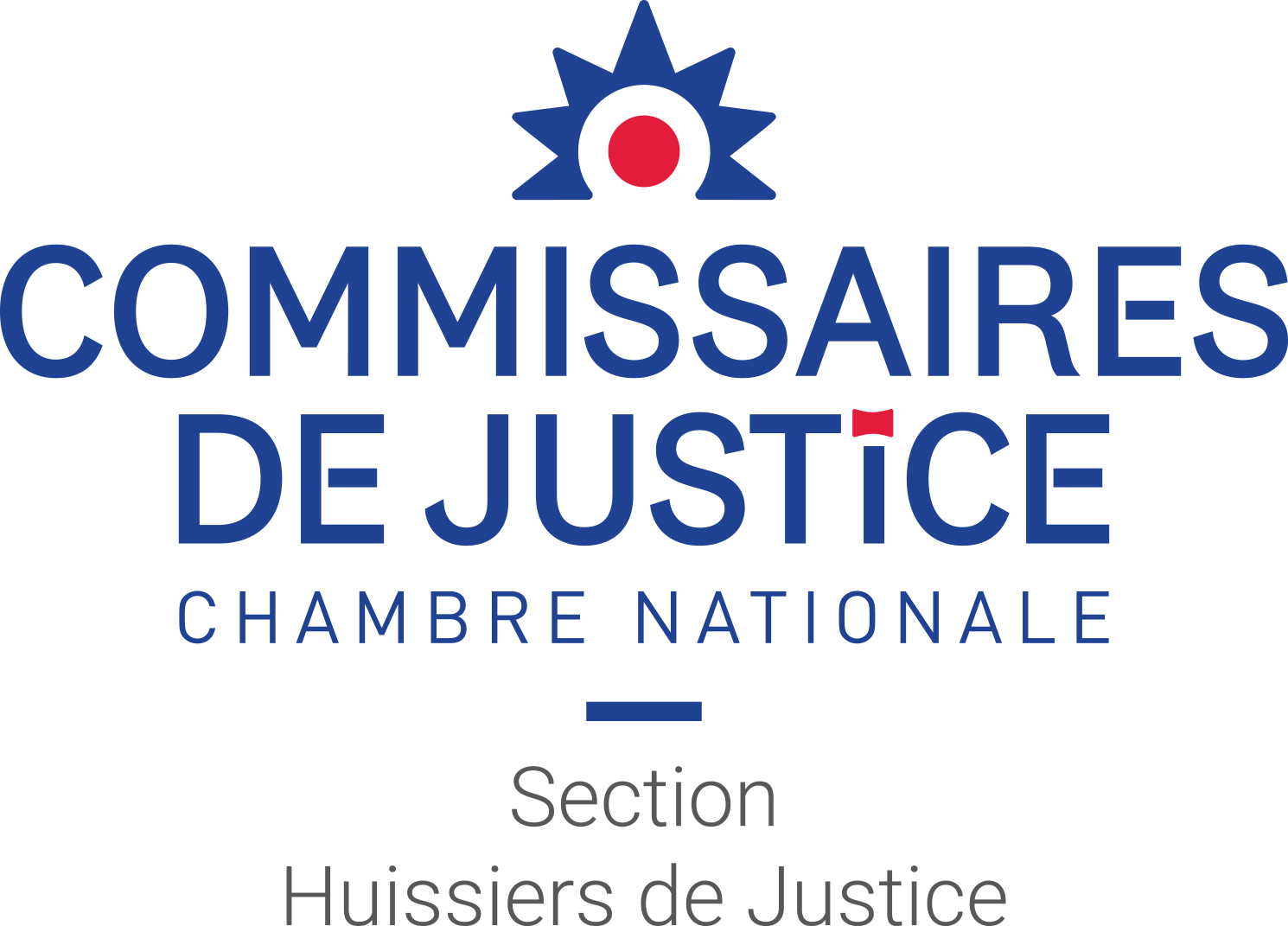
Le 1 janvier 2019, la Chambre nationale des huissiers de justice en tant qu'ordre professionnel des huissiers de justice est remplacée par la section professionnelle des huissiers de justice de la Chambre nationale des commissaires de justice.

La Chambre nationale des huissiers de justice (CNHJ) était jusqu'en 2018, l’ordre professionnel des huissiers de justice en France. Elle avait notamment pour mission de représenter l’ensemble des huissiers de justice auprès des pouvoirs publics. Le 1er janvier 2019, elle a été remplacée par la section professionnelle des huissiers de justice de la Chambre nationale des commissaires de justice (CNCJ).

## Histoire
À la fin du XIXe siècle, la structuration de la profession d’huissier de justice se met progressivement en place. Elle est consacrée par la loi du 20 mai 1942, qui crée la Chambre nationale des huissiers de justice.
L’ordonnance no 45-2592 du 2 novembre 1945 arrête le statut de la Chambre nationale et dote les huissiers de justice d’un statut autonome. L’ordonnance prévoit également la création de structures représentatives au niveau régional et départemental. Les décrets no 56-222 du 29 février 1956 et no 75-770 du 14 août 1975 complètent les dispositions relatives aux attributions de la Chambre nationale des huissiers de justice.
La Chambre nationale est, selon l’ordonnance de 1945, un établissement d’utilité publique doté de la personnalité morale.
Depuis le 1er janvier 2019, la CNHJ est absorbée par la Chambre nationale des commissaires de justice dont elle constitue la section professionnelle des huissiers de justice. Son organisation est régie par le décret no 2018-872 du 9 octobre 2018.

## Rôle

### Attributions
La section huissier de justice de la CNCJ représente l’ensemble de la profession d’huissiers de justice auprès des pouvoirs publics.
Elle est notamment chargée de :
- Garantir la représentation des huissiers de justice auprès des pouvoirs publics,
- Engager des actions pour le développement des activités et la prospection de nouveaux domaines d’intervention,
- Contracter les assurances nécessaires et obligatoires pour garantir les risques mis à la charge des huissiers de justice,
- Mettre à jour le fichier des personnes ayant accepté de recevoir un acte par voie de signification électronique,
- Instaurer, pour les activités de la profession au niveau national, un règlement soumis à l’agrément du Garde des Sceaux,
- Organiser et planifier la formation continue des huissiers de justice; ainsi que de la formation des collaborateurs et des stagiaires,
- Garantir la représentation des huissiers de justice français à l’étranger et auprès des organismes internationaux.

La Chambre a élaboré un règlement déontologique national, approuvé par arrêté du 18 décembre 2018.

### Activité de lobbying
Pour l'année 2018, la Chambre nationale des huissiers de justice déclare à la Haute Autorité pour la transparence de la vie publique exercer des activités de lobbying en France pour un montant qui n'excède pas 200 000 euros.

## Relations européennes et internationales
La section huissiers de justice de la CNCJ fait partie des membres fondateurs de la Fondation européenne des huissiers de justice. Celle-ci est un organisme représentatif de la profession d’huissier de justice auprès des institutions européennes.
Créée en avril 2012, elle participe à la consolidation de l’espace européen de justice par l’élaboration de positions communes, la conduite de projets et le développement d’outils techniques au service des citoyens et des entreprises. 
La section huissiers de justice de la CNCJ est également membre fondateur de l’Union internationale des huissiers de justice (UIHJ), créée en 1949.

## Présidents
Le président de la Chambre est 60e dans l'ordre de préséance à Paris.
- depuis 2014 : Patrick Sannino
- depuis 2022 : Benoit Santoire